# كريس ستاسغراد
كريس ستاسغراد (بالدنماركية: Kris Stadsgaard)‏ (1 أغسطس 1985 بكوبنهاغن في الدنمارك - ) هو لاعب كرة قدم دانمركي في مركز قلب الدفاع. شارك مع منتخب الدنمارك تحت 20 سنة لكرة القدم ومنتخب الدنمارك تحت 21 سنة لكرة القدم ومنتخب الدنمارك لكرة القدم. أما مع النوادي، فقد لعب مع نادي روسنبورغ ونادي ريجينا ونادي كوبنهاغن ونادي مالقا ونادي نوردشيلاند.

## وصلات خارجية
- كريس ستاسغراد على موقع الاتحاد الأوربي (الإنجليزية)
- كريس ستاسغراد على موقع قاعدة بيانات كرة القدم.إي يو (الإنجليزية)
- كريس ستاسغراد على موقع ناشيونال فوتبول تيمز (الإنجليزية)
- كريس ستاسغراد على موقع Soccerway.com (الإنجليزية)
- كريس ستاسغراد على موقع عالم كرة القدم.نت (الإنجليزية)
- كريس ستاسغراد على موقع AS.com (الإسبانية)